# Molí Paperer de Capellades

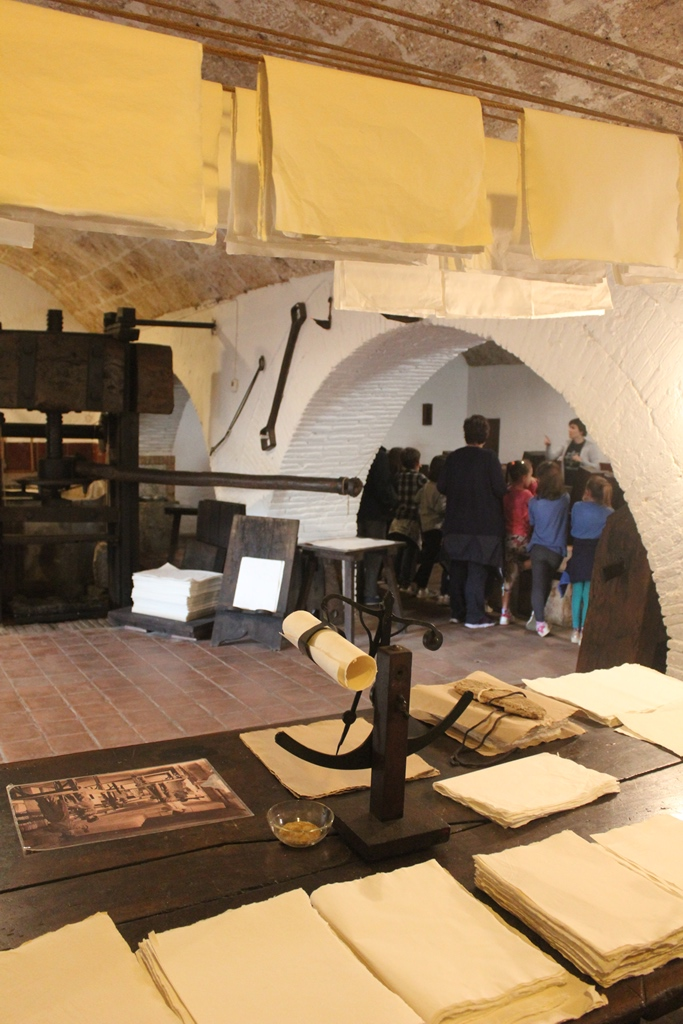
Trocknung des Papiers

Das Museum Molí Paperer de Capellades befindet sich in der katalanische Stadt Capellades  in der
Provinz Barcelona im Nordosten Spaniens und widmet sich hauptsächlich der vorindustriellen Papierherstellung.
Das Museum befindet sich im Gebäude einer Papiermühle aus dem  18. Jahrhundert, genannt  Molí de la Vila, in dem bis auf den heutigen Tag manuell Papier hergestellt wird.
Der Fundus des Museums umfasst originalerhaltene, mit Wasserkraft angetriebene Maschinen und Gerätschaften zur vorindustriellen Fertigung von Papier, eine Dokumentation der Papierherstellung in Europa vom 12. Jahrhundert bis heute sowie ein Studienzentrum über Papier und Papiermühlen in Katalonien.